# Volvo LV76-serie
De Volvo LV76-serie is een serie lichte vrachtwagens geïntroduceerd door Volvo in 1934. De serie bestond uit de LV76 met een laadvermogen van 1 ton, de LV77 met een laadvermogen van 1,25 ton en de LV78 met een laadvermogen van 1,5 ton. In 1936 werd het programma aangevuld met de sterkere LV79 met dubbellucht.
De wagens waren aanvankelijk uitgerust met de 3366 cc, 65 pk sterke EB-motor. In 1935 werd de serie gemoderniseerd en verdween de open radiateur achter een gestroomlijnde grille. Ook werd de serie uitgerust met de sterkere 75 pk EC-motor met een cilinderinhoud van 3670 cc.
In 1940 werd er een versie van de LV79 geleverd met een EC-motor, aangepast voor het gebruik van houtgas: de ECG-motor. Hout was er genoeg in Zweden, terwijl de aanvoer van fossiele brandstof door de Tweede Wereldoorlog in gevaar zou kunnen komen. Het motorvermogen nam door het gebruik van deze brandstof af tot 50 pk.
Eind 1940 viel het doek voor de LV76-serie en werd hij opgevolgd door de in 1938 geïntroduceerde Volvo Spitsneus.

## Galerij

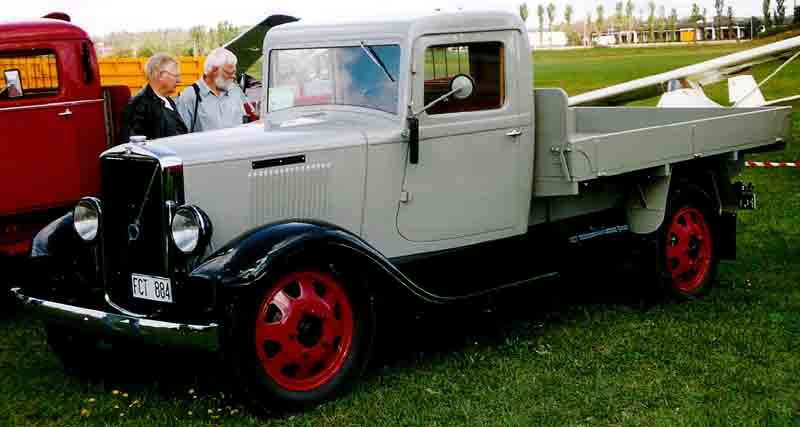
Volvo LV76 1934
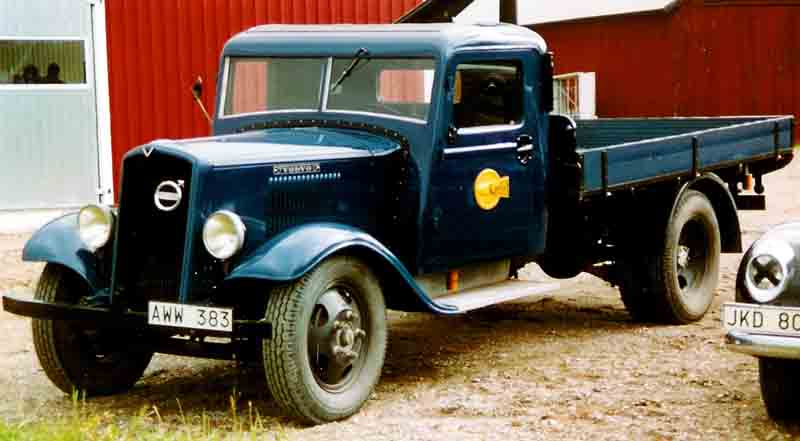
Volvo LV79 1938
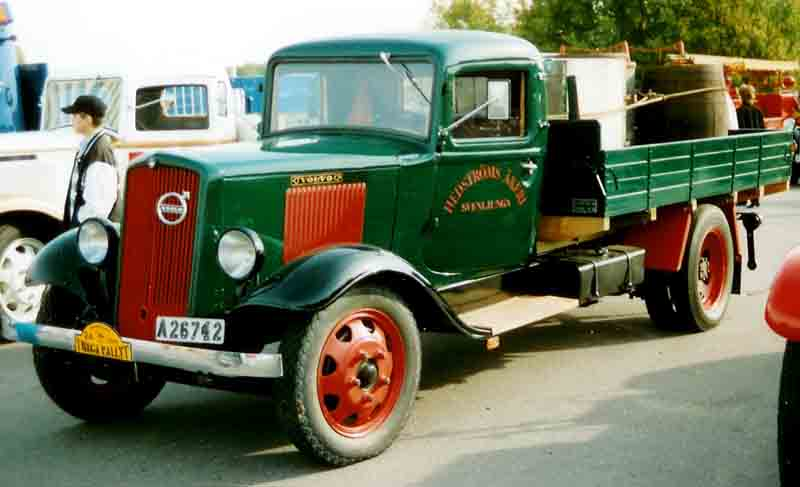
Volvo LV79 1939